# Zespół Evansa
Zespół Evansa – choroba z grupy niedokrwistości immunohemolitycznych, spowodowana obecnością przeciwciał przeciwko antygenom erytrocytów, trombocytów i granulocytów. Przebiega z niedokrwistością, małopłytkowością i często neutropenią.